# Arslan Giray
Arslan Giray (né en 1692 et mort le 30 mai 1767) est un khan de Crimée ayant régné de 1748 à 1755 et en 1767.

## Origine
Arslan Giray est le second fils de Devlet II Giray.

## Règne
Il est nommé khan en mai/juin 1748 en remplacement de Sélim II Giray. Il nomme Sélim Giray qalgha et son propre frère Krim Giray nureddin. Arslan  établit une école et fait construire l'aile ouest du palais de sa capitale.
Arslan Giray est déposé le 12 août 1755 pour son franc parler envers les fonctionnaires ottomans, exilé à Chios et remplacé par son cousin Halim Giray, fils de Saadet IV Giray. En octobre 1758, les Ottomans sont d'accord pour lui restituer le trône mais il doit s'effacer devant son frère Krim Giray qui est soutenu par la noblesse tatare.
Arslan Giray est enfin rappelé de son exil en mars 1767. Dès son retour en Crimée, il nomme son fils, le futur Devlet IV Giray, qagha, mais il meurt deux jours après, le 30 mai 1767, et il est remplacé par Maqsud Giray, le fils de Selamet II Giray.

## Postérité
Arslan Giray est le père de Devlet IV Giray.